# Dust Bowl

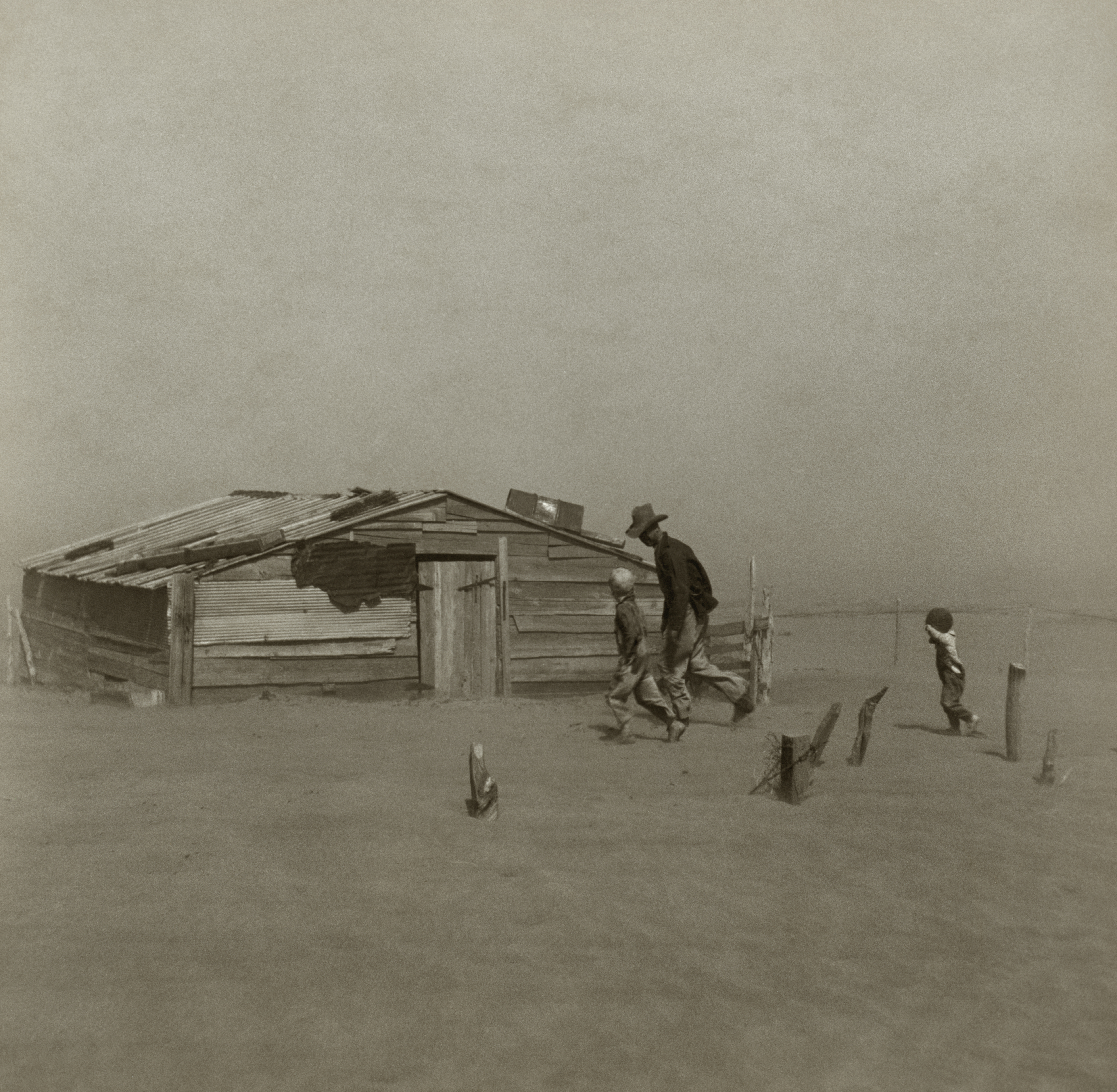
Ein Farmer und seine Söhne während eines Staubsturmes, Cimarron County, Oklahoma, USA

Dust Bowl (deutsch Staubschüssel) wurden in der Zeit der Weltwirtschaftskrise (Great Depression) in den USA und Kanada Teile der Großen Ebenen (Great Plains) genannt, die in den 1930er Jahren – besonders in den Jahren 1935 bis 1938 – von verheerenden Dürren und Staubstürmen betroffen waren. Nach dem Umbruch des Präriegrases zur Urbarmachung für eine landwirtschaftliche Nutzung (hauptsächlich Weizenanbau) hatten jahrelange Dürren fatale Auswirkungen.

## Ursachen und Folgen der Dürre

Karte des US-Landwirtschaftsministeriums der von der Dürre 1935–1938 betroffenen Gebiete

Die klimatische Ursache für die langjährige Dürre lag in außergewöhnlichen Wassertemperaturen des Pazifiks und Atlantiks. Die tiefen Wurzeln des Präriegrases, dessen Halme den Staub auffingen, hätten normalerweise die oberen Bodenschichten vor Erosion bewahrt, die nun aber massiv einsetzte. Durch Trockenheit und Staubstürme wurden die Ernten vernichtet und die Menschen in ihren Häusern regelrecht eingeweht.
Viele Farmer mussten ihren Boden verlassen, als ihre finanziellen Ressourcen aufgebraucht waren. Sie suchten oft in anderen Regionen der USA nach Arbeit, vor allem in der landwirtschaftlichen Produktion in Kalifornien. Hier traten sie in Konkurrenz zu anderen Wanderarbeitern. Die USA waren damals von der Weltwirtschaftskrise wirtschaftlich stark angeschlagen und verzeichneten eine enorm hohe Arbeitslosigkeit.
Eines der von der Dürre in den USA am schwersten betroffenen Gebiete war der Bundesstaat Oklahoma. Nahezu 15 % der Bewohner verließen den Staat, vornehmlich Richtung Westen über die gerade neu eingerichtete Route 66, was den legendären Ruhm der Transversale mitbegründete. Die Auswanderer wurden als „Okies“ bekannt. Diese Bezeichnung wurde zum Synonym für alle, die vor der Naturkatastrophe flohen. In Kanada war die Provinz Saskatchewan am stärksten betroffen.
Als Reaktion auf die Ereignisse wurde von der US-Regierung der Soil Conservation Service (heute Natural Resources Conservation Service) gegründet, der sich um die Bewahrung natürlicher Ressourcen kümmert. Auf deren Planung hin wurde dann auch zur Verringerung des Dust Bowl ab 1935 der Great Plains Shelterbelt angelegt, ein 100 Meilen breiter Grüngürtel als Windschutz, von der Nord- bis zur Südgrenze der USA.

## Kulturelle Rezeption
In der Kultur hinterließen die großen Staubstürme markante Spuren. In seinem Roman Früchte des Zorns beschreibt John Steinbeck schon 1939 die Migration der Farmer nach Kalifornien. Aufgrund der Aktualität des Stoffes folgte die Verfilmung bereits ein Jahr später. In Kalifornien wurde der Roman wegen seiner starken Sozialkritik jedoch für einige Zeit verboten.
In ihrem Roman Die vier Winde (2021) erzählt Kristin Hannah die Geschichte einer Farmer-Familie aus Texas, die wegen der Dürre die Flucht nach Kalifornien antritt, und von ihrem menschenunwürdigen Leben in den dortigen Camps, genauso wie von der Unterdrückung und Ausbeutung der Wanderarbeiter.
Die amerikanische Fernsehserie Carnivàle (2003–2005) verwendet den Dust Bowl und seine Stürme als visuell markanten Hintergrund für die Schilderung einer Auseinandersetzung von Gut und Böse.
Der Folksänger Woody Guthrie beschrieb das soziale Elend der Okies in seinen Songs. Der 1938 in Oklahoma geborene Musiker J. J. Cale benannte sein 1974 erschienenes Album Okie. Im Jahre 1989 beschrieb Natalie Merchant im Titel Dust Bowl ihrer Band 10,000 Maniacs die antisozialen Auswirkungen von Armut. Mehr als 20 Jahre später erschien 2011 ein Album des US-amerikanischen Künstlers Joe Bonamassa mit dem Titel Dust Bowl. Auf dem 2009 veröffentlichten Album Sigh no more der britischen Band Mumford & Sons gibt es einen Song mit dem Titel Dust Bowl Dance, in dem es wesentlich um Schuld und soziale Ungleichheit geht.
Peter Gabriel wurde bei seinem Text zu dem Lied Don’t Give Up, das er zusammen mit Kate Bush sang, von den Fotografien von Dorothea Lange aus der Zeit der Weltwirtschaftskrise zum Ende der 1920er und im Verlauf der 1930er inspiriert, wie dem Bild Migrant Mother, die die verarmten Amerikaner in dem Dust Bowl genannten Gebiet in dieser Zeit zeigten.

## Dokumentation
Die Dokumentarfotografin Dorothea Lange porträtierte die verarmten Flüchtlinge und machte so das Ausmaß des Elends für alle Nichtbetroffenen deutlich.
Der Dokumentarfilmer Ken Burns drehte eine zweiteilige TV-Dokumentation, die erstmals im November 2012 bei PBS ausgestrahlt wurde. Diese ursprünglich zweiteilige TV-Dokumentation wurde vierteilig unter dem Titel Dust Bowl – die Jahrhundertdürre von Arte ausgestrahlt.
Begleitend zu den Dreharbeiten entstand Dayton Duncans Buch The Dust Bowl: An Illustrated History, das ebenfalls im November 2012 erschien.